# Il-Gżira
Il-Gżira är en ort och kommun i republiken Malta, 2 kilometer väster om huvudstaden Valletta. Kommunen ligger dels på ön Malta, dels på den mindre ön Il-Gżira Manoel. 

## Sport
- Gżira United FC – fotbollsklubb.[2][3][4]